# マルジャン・サトラピ

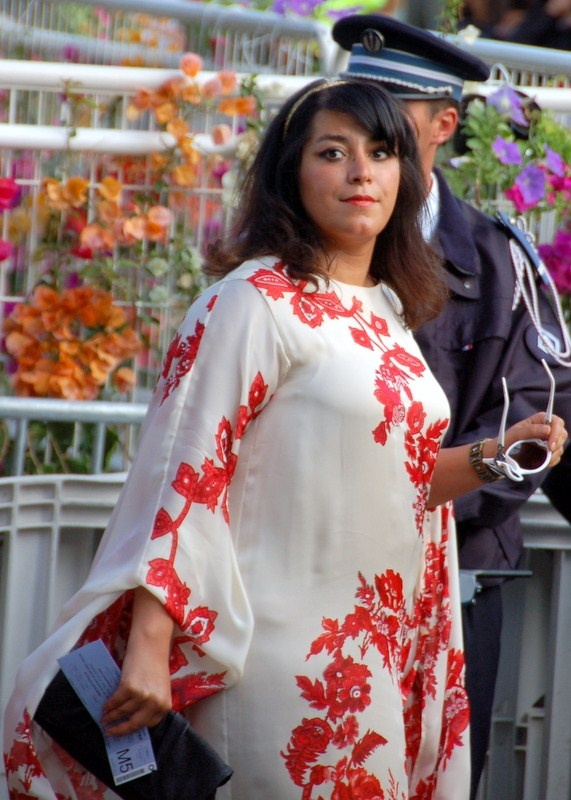
マルジャン・サトラピ（2008年）

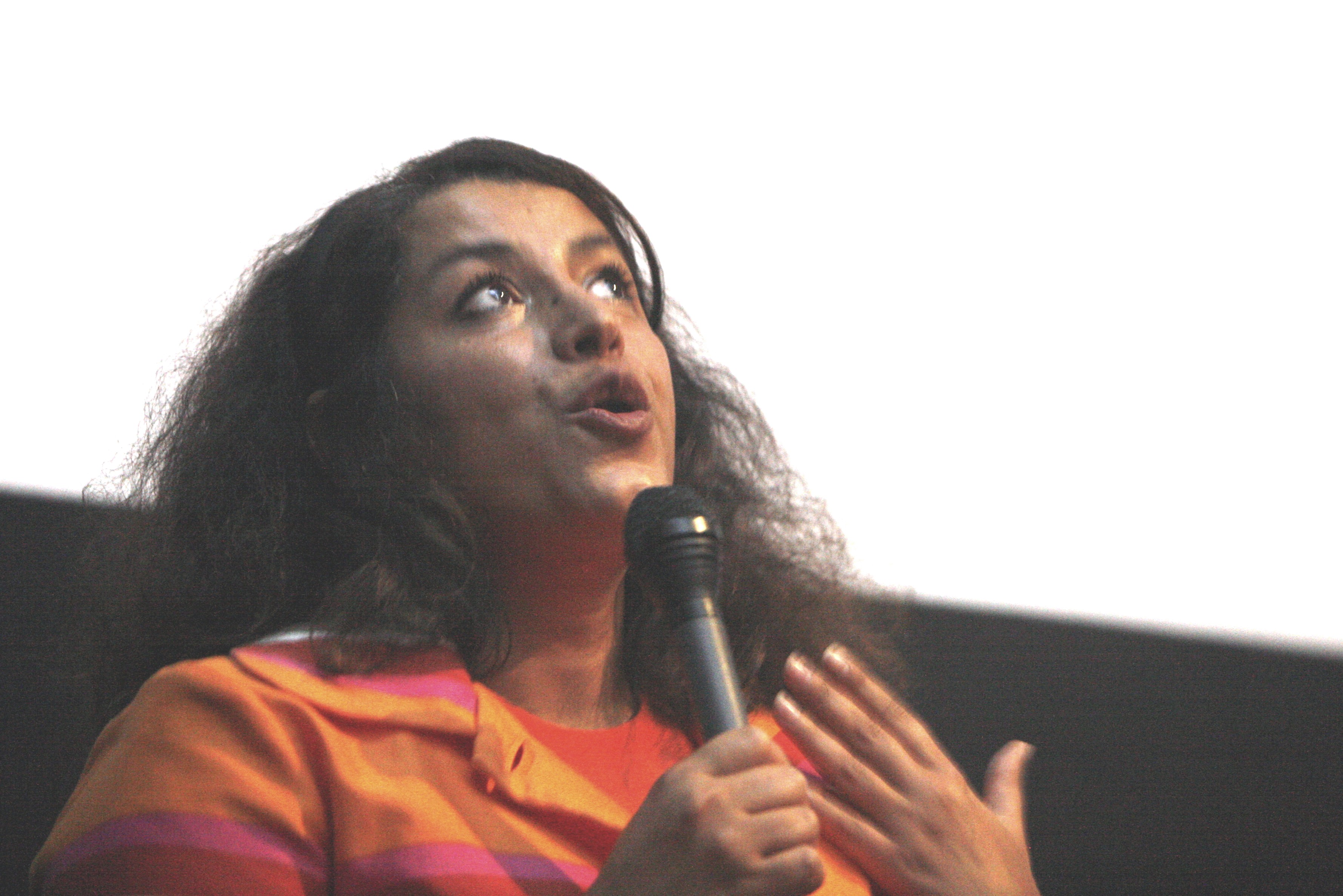
ペルセポリスのプレミア試写会におけるマルジャン・サトラピ

マルジャン・サトラピ（ペルシア語: مرجان ساتراپی, ラテン文字転写: Marjane Satrapi), 1969年11月26日 - ）は、イラン北部、ラシュト出身のフランスの漫画家、イラストレーター。

## 経歴
マルジャン・サトラピは、カージャール朝の流れを汲む（マルジャンの曽祖父がカージャール朝最後のシャーであるアフマド・シャーである）進歩的な上流階級の家庭に育ち、少女時代に当時のパーレビ国王の失脚とイラン革命、そしてイラン・イラク戦争を、技術者の父らと共に市民の側から目撃した。
1983年、両親の意向によってオーストリアの首都ウィーンのフランス語学校に留学。しかし、「自由の落とし穴」に陥り、自堕落な生活と故郷から切り離されたことによる不安のため、イランに帰国し、大学で美術を学ぶ。在学中にレザーという青年と結婚するが間もなく離婚。1994年に渡仏し、ストラスブールの美術学校でイラストレーションを学ぶ。
その後パリに移住。そこで出会ったバンド・デシネの作家、ダビッド・ベー（後述『ペルセポリス』第1巻で序文を書いている）と出会い、本格的に漫画家として活動を始めた。彼女の特に初期の作品はダビッド・ベーのものに似たスタイルで描かれている。
サトラピはイランでの幼少期とヨーロッパでの少女時代を描いた自伝的作品『ペルセポリス (Persepolis)』で世界的な名声を得た。『ペルセポリス』第2巻は2002年のアングレーム国際漫画祭で最優秀脚本賞を受賞している。この作品は2007年にソニー・ピクチャーズ出資の元、サトラピとフランスのアニメーター、ヴァンサン・パロノー（Vincent Paronnaud）との共同監督で長編アニメーション映画が製作され、プレミア上映となったカンヌ国際映画祭で審査員賞を受賞した。
サトラピはさらに2005年に『Poulet aux prunes(鶏のプラム煮)』でアングレーム国際漫画祭の最高賞である最優秀作品賞を受賞している。彼女はアメリカの有力紙ニューヨーク・タイムズに、不定期でイラスト入りのコラムを執筆中である。2024年アストゥリアス皇太子賞コミュニケーションおよびヒューマニズム部門受賞。

## 日本での出版
『ペルセポリス(Persepolis)』は、本国フランスでは第4巻まで刊行されているが、日本では英語版と同様、フランス語版の2巻を1冊にまとめたものとして、全2巻がバジリコから出版されている。また日本では、サトラピと親戚の女性達が結婚観、セックスについて語る茶飲み話を描いた『刺繍』も明石書店から出版されている。
- 『ペルセポリスI イランの少女マルジ』（園田恵子訳、バジリコ、2005年6月、ISBN 490178465X ）
- 『ペルセポリスII マルジ、故郷に帰る』（同上、ISBN 4901784668）
- 『刺繍―イラン女性が語る恋愛と結婚』（山岸智子監訳、大野朗子訳、明石書店、2006年、ISBN 4750323616）
- 『鶏のプラム煮』（渋谷豊訳、小学館集英社プロダクション、2012年、ISBN 4796871063）

## 映像化された作品
- ペルセポリス － 『ペルセポリス』を自身が監督しアニメ化
- チキンとプラム 〜あるバイオリン弾き、最後の夢〜 － 『鶏のプラム煮』を自身が共同監督し映画化
- ハッピーボイス・キラー - 全編英語の監督作品

## 関連人物
西村ツチカ
サトラピの大ファンで、著書『なかよし団の冒険』 に収録されている「ヒロジが泣いても笑っても」はサトラピの『ペルセポリス』を真似して描いたと述べている。